# Ligidium margaritae
Ligidium margaritae är en kräftdjursart som beskrevs av Borutzkii 1955. Ligidium margaritae ingår i släktet Ligidium och familjen gisselgråsuggor. Inga underarter finns listade i Catalogue of Life.